# Resseliella californica
Resseliella californica är en tvåvingeart som först beskrevs av Ephraim Porter Felt 1914.  Resseliella californica ingår i släktet Resseliella och familjen gallmyggor.
Artens utbredningsområde är Kalifornien. Inga underarter finns listade i Catalogue of Life.